# Metis
A Metis (görögül Μήτις), vagy Jupiter XVI a Jupiter apró belső holdjainak legbelső tagja.
A holdat 1979-ben fedezte fel a Voyager 1 szonda, ekkor még S/1979 J 3-nek nevezték. Hivatalos nevét 1983-ban kapta meg, a görög mitológiában az értelem istennője, Métisz után, aki egy titanisz volt, Zeusz első felesége, így Pallasz Athéné nevelőanyja. Neve „megfontoltságot" jelent.
A Metis az Adrasteával együtt a Jupiter fő gyűrűjében helyezkedik el, ezek a holdak lehetnek a gyűrű anyagának forrásai.
A holdat nem szabad összetéveszteni a 9 Metis aszteroidával.